# ترينتون (مقاطعة دودج)
ترينتون، مقاطعة دودج (بالإنجليزية: Trenton, Dodge County, Wisconsin)‏ هي بلدة تقع بولاية ويسكونسن في الولايات المتحدة. تبلغ مساحتها 140.9 (كم²)، وترتفع عن سطح البحر 302 م، بلغ عدد سكانها 1301 نسمة في عام 2000 حسب إحصاء مكتب تعداد الولايات المتحدة وتصل الكثافة السكانية فيها 9.3 نسمة/كم2.

## وصلات خارجية
- The US50 - Cities and Towns in Wisconsin State
- Wisconsin Cities and Towns, Facts, Map, Flag, Colleges, Government, and More